# Supercoupe d'Europe de football 1972
La Supercoupe d'Europe 1972 est un match aller-retour de football opposant le club écossais du Rangers Football Club, vainqueur de la Coupe des vainqueurs de coupe européenne 1971-1972 au club néerlandais de l'Ajax Amsterdam, vainqueur de la Coupe des clubs champions européens 1971-1972.

## Histoire
La Supercoupe d'Europe est l'idée d'Anton Witkamp, un journaliste sportif du journal néerlandais De Telegraaf. Witkamp cherche le moyen de savoir définitivement quelle est la meilleure équipe d'Europe et par ailleurs, tester l'équipe de l'Ajax Amsterdam, menée par son joueur vedette Johan Cruyff. Il a donc été décidé d'organiser un match entre le vainqueur de la Coupe des clubs champions européens et celui de la Coupe d'Europe des vainqueurs de coupe. Néanmoins, lorsque Witkamp  tente d'officialiser la compétition, l'UEFA ne répond pas positivement à sa demande. En effet, en 1972, les Glasgow Rangers, fêtant par ailleurs leur centième anniversaire, remportent la Coupe d'Europe des vainqueurs de coupe tandis que l'Ajax Amsterdam est sacré champion d'Europe. L'UEFA refuse de prendre en charge l'organisation de cette compétition car cette année-là, les Rangers sont suspendus de toute compétition européenne en raison du comportement de leurs supporters lors de la finale de la Coupe d'Europe des vainqueurs de coupe de football 1971-1972. 
La confrontation a tout de même lieu, promue par De Telegraaf, et se joue, contrairement à ce que son nom indique, en 1973. Le match aller se déroule à l'Ibrox Stadium de Glasgow, et est dirigé par l'arbitre écossais Alastair McKenzie. L'Ajax s'impose sur le score de trois buts à un. Le match retour, qui a lieu au Stadion De Meer d'Amsterdam sous l'arbitrage de l'Ouest-Allemand Hans-Joachim Weyland, est remporté par les Néerlandais sur le score de trois buts à deux. L'Ajax s'impose donc sur un score cumulé de 6-3, remportant ainsi la Supercoupe d'Europe 1972.
L'année suivante, l'UEFA reprend l'organisation de la compétition avec la Supercoupe de l'UEFA 1973.

## Feuilles de match

### Match aller
| Match aller     | Glasgow Rangers | 1 - 3   | Ajax Amsterdam                   | Ibrox Stadium, Glasgow                             |                                                    |
| 16 janvier 1973 | MacDonald 41e   | (1 - 2) | 34e Rep · 45e Cruijff · 76e Haan | Spectateurs : 58 000 Arbitrage : Alastair McKenzie | Spectateurs : 58 000 Arbitrage : Alastair McKenzie |
| 16 janvier 1973 | Rapport         |         |                                  | Spectateurs : 58 000 Arbitrage : Alastair McKenzie | Spectateurs : 58 000 Arbitrage : Alastair McKenzie |

| Rangers | Ajax |

| Rangers :     |  |                  |  |          |
|               |  |                  |  |          |
|               |  |                  |  |          |
| G             |  | Peter McCloy     |  |          |
| D             |  | Sandy Jardine    |  |          |
| D             |  | Willie Mathieson |  |          |
| D             |  | John Greig       |  |          |
| D             |  | Derek Johnstone  |  |          |
| D             |  | Dave Smith       |  |          |
| M             |  | Alfie Conn       |  | Remplacé |
| M             |  | Tom Forsyth      |  |          |
| A             |  | Derek Parlane    |  |          |
| M             |  | Alex MacDonald   |  |          |
| A             |  | Quintin Young    |  |          |
| Remplaçants : |  |                  |  |          |
| M             |  | Tommy McLean     |  | Entré    |
| Entraîneur :  |  |                  |  |          |
| Jock Wallace  |  |                  |  |          |

| Ajax :        |  |                   |
|               |  |                   |
|               |  |                   |
| G             |  | Heinz Stuy        |
| D             |  | Wim Suurbier      |
| D             |  | Barry Hulshoff    |
| D             |  | Horst Blankenburg |
| D             |  | Ruud Krol         |
| M             |  | Gerrie Mühren     |
| M             |  | Arie Haan         |
| M             |  | Arnold Mühren     |
| A             |  | Johnny Rep        |
| A             |  | Johan Cruijff     |
| A             |  | Piet Keizer       |
| Entraîneur :  |  |                   |
| Ştefan Kovács |  |                   |

### Match retour
| Match retour    | Ajax Amsterdam                             | 3 - 2   | Glasgow Rangers          | Stade Olympique, Amsterdam                            |                                                       |
| 24 janvier 1973 | Haan 12e · Mühren 37e (pen.) · Cruijff 79e | (2 - 2) | 2e MacDonald · 35e Young | Spectateurs : 26 168 Arbitrage : Hans-Joachim Weyland | Spectateurs : 26 168 Arbitrage : Hans-Joachim Weyland |
| 24 janvier 1973 | Rapport                                    |         |                          | Spectateurs : 26 168 Arbitrage : Hans-Joachim Weyland | Spectateurs : 26 168 Arbitrage : Hans-Joachim Weyland |

| Ajax | Rangers |

| Ajax :        |  |                   |
|               |  |                   |
|               |  |                   |
| G             |  | Heinz Stuy        |
| D             |  | Wim Suurbier      |
| D             |  | Barry Hulshoff    |
| D             |  | Horst Blankenburg |
| D             |  | Ruud Krol         |
| M             |  | Arie Haan         |
| M             |  | Johan Neeskens    |
| M             |  | Gerrie Mühren     |
| A             |  | Sjaak Swart       |
| A             |  | Johan Cruijff     |
| A             |  | Piet Keizer       |
| Entraîneur :  |  |                   |
| Ştefan Kovács |  |                   |

| Rangers :    |  |                  |
|              |  |                  |
| G            |  | Peter McCloy     |
| D            |  | Sandy Jardine    |
| D            |  | Willie Mathieson |
| D            |  | John Greig       |
| D            |  | Derek Johnstone  |
| D            |  | Dave Smith       |
| M            |  | Tommy McLean     |
| M            |  | Tom Forsyth      |
| A            |  | Derek Parlane    |
| M            |  | Alex MacDonald   |
| A            |  | Quintin Young    |
| Entraîneur : |  |                  |
| Jock Wallace |  |                  |